# Triangel Kaffe
Triangel Kaffe (Förenade Kaffeimportörers Rosteri Aktiebolag Triangeln) var ett kafferosteri grundat i Göteborg år 1903. År 1967 gick det ihop med Skånska Kaffe AB i Helsingborg.

## Historia
År 1903 bildades Förenade Kaffeimportörers Rosteri Aktiebolag Triangeln av de tre största firmorna inom kaffebranschen i Göteborg – Mellin & Co, Lundquist & Janson och Bröderna Lindquist. Bolaget rostade och försålde kaffe, vilket distribuerades till detaljhandlarna. Herman Lindquist blev verkställande direktör.
Verksamheten höll ursprungligen till på Smedjegatan 3, men flyttade år 1907 till Smedjegatan 5. Till följd av ökad rostning, från omkring 2 000 säckar kaffe år 1904 till 43 000 säckar år 1915, behövde företaget större lokaler och flyttade till Magasinskvarteret år 1916. Under Lindquists ledning blev Triangeln det ledande kaffeföretaget i Göteborg och var framstående bland landets kafferosterier. År 1947 tog Lindquists son Lars Hill-Lindquist över ledningen av företaget.
Triangeln började i slutet av 1930-talet att förpacka kaffe i vakuumburkar och 1939 introducerades i Sverige metoden vakuumförpackning med kolsyra, vilket gav bättre hållbarhet åt kaffet.
År 1958 ändrades firmanamnet från Förenade Kaffeimportörers Rosteri Aktiebolag Triangeln till Triangel Kaffe AB. År 1967 gick Triangeln och Skånska Kaffe AB i Helsingborg samman genom att Skånska Kaffe AB övertog Triangel Kaffe AB. Verksamheten i Magasinskvarteret i Göteborg lades ner.